# Leucauge aurostriata
Leucauge aurostriata is een spinnensoort in de taxonomische indeling van de strekspinnen.
Het dier behoort tot het geslacht Leucauge. De wetenschappelijke naam van de soort werd voor het eerst geldig gepubliceerd in 1897 door Octavius Pickard-Cambridge.